# Михайленки (Велізький район)
Михайленки (рос. Михайленки) — присілок Велізького району Смоленської області Росії. Входить до складу Будницького сільського поселення.
Населення — 13 осіб (2007 рік). 